# Eastern Market (Metro de Washington)
Eastern Market es una estación en las líneas Azul, Plata y Naranja del Metro de Washington, administrada por la Autoridad de Tránsito del Área Metropolitana de Washington. La estación se encuentra localizada en 701 Pensilvania Avenue SE en Washington D. C.. La estación Eastern Market fue inaugurada el 1 de julio de 1977.

## Descripción
La estación Eastern Market cuenta con 1 plataforma central. La estación también cuenta con 0 de espacios de aparcamiento, 20 espacios para bicicletas y con 2 casilleros.

## Conexiones
La estación es abastecida por las siguientes conexiones de autobuses: 
- Rutas del MetroBus
DC Circulator